# Arturo Vidal
Arturo Erasmo Vidal Pardo (Santiago del Cile, 22 maggio 1987) è un calciatore cileno, centrocampista del Colo-Colo e della nazionale cilena.
In carriera si è aggiudicato quattro campionati cileni (Apertura 2006, Clausura 2006, Apertura 2007 e 2024) e una supercoppa cilena (2024) con il Colo-Colo; quattro campionati italiani di fila (dal 2011-12 al 2014-15), una Coppa Italia (2014-15) e due Supercoppe di Lega (2012 e 2013) con la Juventus; tre campionati tedeschi in successione (dal 2015-16 al 2017-18), una Coppa di Germania (2015-16) e due Supercoppe di Lega (2016 e 2017) con il Bayern Monaco; un campionato spagnolo e una Supercoppa di Spagna (2018) con il Barcellona; un quinto campionato italiano (2020-21), una terza Supercoppa italiana (2021) e una seconda Coppa Italia (2021-22) con l'Inter; una Coppa del Brasile (2022) e una Coppa Libertadores (2022) con il Flamengo.
Con la nazionale maggiore ha vinto due edizioni della Copa América (Cile 2015 e Stati Uniti 2016) ed è stato finalista alla Confederations Cup di Russia 2017, prendendo inoltre parte ai campionati mondiali di Sudafrica 2010 e Brasile 2014; in ambito giovanile con il Cile under 20 si è classificato al terzo posto ai campionato mondiale di categoria di Canada 2007.

## Biografia
Originario di San Joaquín, un sobborgo di Santiago del Cile, è il secondo di sei fratelli, tre maschi e tre femmine, cresciuti dalla madre Jaqueline dopo che il padre Erasmo lasciò la famiglia quando Vidal aveva cinque anni, pur se col tempo i due hanno rinsaldato i loro legami. Sposato con Maria Teresa, la coppia ha tre figli.
È noto come Guerriero, soprannome che a suo dire ben gli si addice «per il mio modo di giocare, per come interpreto le partite»; tra gli altri nomignoli, gli sono stati affibbiati Celia Punk per via della sua cantante preferita, Celia Cruz, e King Arturo, quest'ultimo da lui utilizzato nei social network.
Possiede in patria una scuderia ippica, la "Stud Alvidal", per cui correva come fantino uno dei suoi migliori amici, Nicolas, morto in un incidente di gara nel 2011; da allora, Vidal festeggia ogni suo gol portandosi le mani alle orecchie, ripetendo il gesto che l'amico scomparso compiva dopo le vittorie in pista. Nel maggio 2016 gli è stato inoltre intitolato uno stadio presso San Joaquín, dove il calciatore è nato e cresciuto.

## Caratteristiche tecniche
(Arturo Vidal, 24 dicembre 2013)
Destrorso, Vidal è un jolly capace di ricoprire in campo le posizioni più diverse – dal suo ruolo originario di difensore, al trequartista –, tuttavia è come centrale che si esprime al meglio, risultando efficace sia nella fase di copertura sia in quella offensiva. Molto valido come incontrista, quindi nella marcatura e nell'anticipo, gode di un buon senso della posizione, caratteristica che in mezzo al campo gli fa recuperare molti palloni. Dribbling e corsa gli permettono invece di spingere sulla fascia e di arrivare facilmente al cross. Dotato di buoni fondamentali, sa farsi valere anche nel colpo di testa e nel tiro da fuori. Tutte queste qualità lo portano a essere considerato uno dei migliori centrocampisti della sua generazione, nonché tra i più forti calciatori cileni della storia.

## Carriera

### Club

#### Gli inizi, Colo-Colo
Da piccolo inizia a tirare i primi calci al pallone nella squadra del suo quartiere, il Rodelindo Román. All'età di dodici anni entra poi nel settore giovanile del Colo-Colo, club di cui è sempre stato tifoso, dove viene allenato tra gli altri da Claudio Borghi, tecnico che lo fa in seguito debuttare diciannovenne tra i professionisti.
Esordisce nella finale dell'Apertura 2006 del Campeonato Nacional de Primera División del Fútbol Profesional contro l'Universidad de Chile, entrando in campo nei minuti finali al posto di Fierro, partita che si conclude con la vittoria del Colo-Colo. Nel torneo successivo, il Clausura 2006, Vidal si ritaglia maggiore spazio nella formazione che vincerà il secondo titolo consecutivo. L'anno dopo, è ormai tra i punti fermi della squadra che vince l'Apertura 2007.

#### Bayer Leverkusen
L'Apertura 2007 è l'ultimo torneo con la maglia del Colo-Colo per Vidal, che a fine campionato, voluto dal direttore sportivo Rudi Völler, viene acquistato dai tedeschi del Bayer Leverkusen. La valutazione del cartellino (11 milioni di dollari) segna, all'epoca, il record per un giocatore militante nel campionato cileno.
È durante gli anni a Leverkusen che Vidal viene trasformato stabilmente da centrale difensivo – ruolo fin lì ricoperto in Sudamerica – a centrocampista. Frenato all'inizio da un infortunio, debutta in Bundesliga nella sconfitta esterna per 1-0 contro l'Amburgo il 19 agosto 2007; nella stagione successiva la squadra raggiunge la finale della Coppa di Germania, persa per 1-0 contro il Werder Brema. Rimane coi rossoneri per quattro stagioni: nell'ultima, 2010-11, realizza 10 reti in campionato, risultando il miglior marcatore della squadra e contribuendo al secondo posto finale; inoltre, con sei realizzazioni su sei tentativi, è anche il miglior rigorista stagionale.

#### Juventus

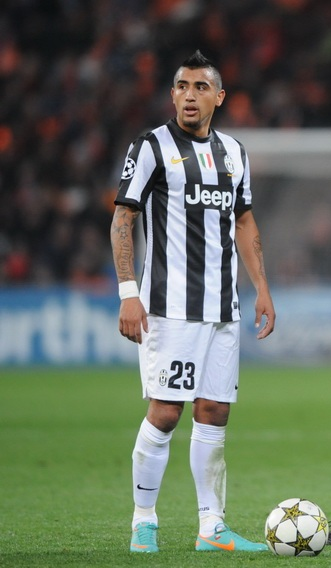
Vidal alla Juventus nel 2012, durante la trasferta di Champions League sul campo dello

Durante una gara di Europa League tra Bayer Leverkusen e Villarreal, Vidal attira le attenzioni di Fabio Paratici, direttore sportivo della Juventus. Il 22 luglio 2011 il giocatore viene quindi acquistato dal club italiano per 10,5 milioni di euro (più eventuali 2 di bonus), debuttando in maglia bianconera l'11 settembre seguente, nella prima giornata di campionato, andando subito in gol nella vittoria per 4-1 sul Parma.
Inizialmente le caratteristiche di Vidal poco si adattano agli schemi del tecnico Antonio Conte; ciò nonostante le buone prestazioni offerte convincono l'allenatore a cambiare le sue idee per far giocare stabilmente il cileno nel centrocampo bianconero, dove si trova a giostrare assieme a Marchisio e Pirlo, diventando ben presto una pedina inamovibile della squadra. La prima doppietta in Serie A, siglata il 22 aprile 2012 nella vittoria 4-0 contro la Roma, è anche la prima assoluta da quando è in Europa. Vidal conclude la sua stagione d'esordio in bianconero emergendo come una delle rivelazioni del campionato italiano, contribuendo dopo nove anni a riportare lo scudetto sulle maglie dei piemontesi.
Al debutto nella stagione 2012-13, l'11 agosto realizza un rigore nella vittoria della Juventus 4-2 ai supplementari contro il Napoli, nella finale di Supercoppa italiana disputatasi a Pechino, mentre il 19 settembre bagna con una rete il suo esordio assoluto in Champions League, nel 2-2 dei bianconeri in casa del Chelsea. Il 29 gennaio 2013, col gol siglato alla Lazio nel ritorno della semifinale di Coppa Italia, persa per 2-1, va a segno in tutte e quattro le competizioni stagionali giocate dalla Juventus, unico bianconero assieme a Vučinić. In quest'annata Vidal si conferma sui livelli della precedente, mostrandosi inoltre più prolifico a rete: anche grazie al fatto di diventare il rigorista principale della squadra, il giocatore va in doppia cifra – superando il suo precedente record che risaliva al 2010-11 – e, nonostante il ruolo di centrocampista, emerge quale capocannoniere dei torinesi con 15 centri tra campionato e coppe; tra questi, il 28 aprile apre le marcature nel derby contro il Torino, poi vinto 2-0, ed è suo l'1-0 dal dischetto che, il 5 maggio, decide la sfida col Palermo e dà alla Juventus la certezza del bis scudetto, il secondo consecutivo anche per Vidal.

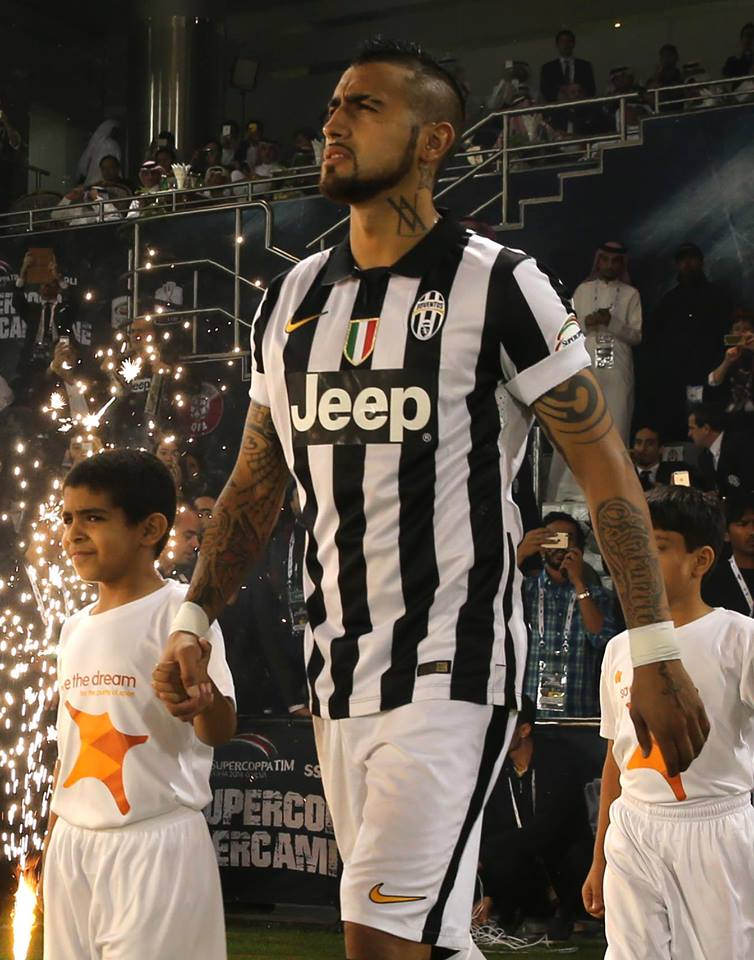
Vidal in maglia bianconera nel 2014, mentre entra in campo a Doha per la sfida di Supercoppa italiana contro il

La terza annata a Torino si apre per Vidal con la conquista della seconda Supercoppa nazionale, giocando la finale del 18 agosto vinta dalla Juventus per 4-0 sulla Lazio. Sul piano personale, il 27 novembre arriva la prima tripletta della carriera, realizzata nella sfida di Champions League contro il Copenaghen, che vale il 3-1 finale: nell'occasione Vidal diventa il primo giocatore cileno a siglare un hat trick nella massima competizione europea per club, nonché il terzo bianconero di sempre (dopo Inzaghi e Del Piero). La sua prolificità stagionale sottoporta prosegue in campo europeo, dove il 27 febbraio 2014 timbra il suo primo gol juventino in Europa League, aprendo le marcature nel 2-0 del club torinese sul campo del Trabzonspor, nella sfida di ritorno dei sedicesimi di finale. A fine torneo vince con i bianconeri il suo terzo scudetto consecutivo: Vidal è tra i protagonisti dell'affermazione tricolore con 11 reti in campionato, cui si aggiungono le 7 marcature nelle coppe europee che portano il suo ruolino a 18 centri stagionali – in tutti e tre i casi, suoi primati personali –; tuttavia il centrocampista chiude in anticipo quest'annata, in cui raggiunge con la Juventus anche la semifinale di Europa League, a causa di un infortunio al ginocchio destro che lo costringe a un intervento chirurgico, per non pregiudicare la sua partecipazione ai successivi mondiali brasiliani.
La quarta stagione con i bianconeri, ora allenati da Massimiliano Allegri, si apre tra luci e ombre per Vidal, ancora reduce dai postumi di un infortunio forse curato troppo frettolosamente, più che altro per timore di non poter adeguatamente contribuire agli impegni conclusivi della precedente annata. Ciò nonostante, il 30 novembre, in occasione della stracittadina contro il Torino, apre le marcature dal dischetto e serve poi l'assist a Pirlo per il definitivo 2-1 juventino. Sotto la gestione del nuovo tecnico, Vidal è ora stabilmente nel cuore del gioco, in un 4-3-1-2 che lo vede quale trequartista in appoggio alla coppia d'attacco, o prettamente da interno col compito di smistare palloni. Il 14 aprile 2015, ancora su rigore, segna il decisivo 1-0 al Monaco che vale l'approdo alle semifinali di Champions League. Il 2 maggio è suo il gol che decide la partita in casa della Sampdoria e che assegna matematicamente lo scudetto alla Juventus, il quarto consecutivo sia per la squadra sia per il cileno, mentre il 20 dello stesso mese conquista il suo primo double nazionale sollevando anche la Coppa Italia, vinta il 20 maggio a Roma contro una Lazio battuta 2-1 ai supplementari. Il 6 giugno Vidal diventa infine il primo calciatore cileno della storia a scendere in campo in una finale di Champions League, seppur la Juventus non riesca a conquistare il trofeo, battuta 1-3 dal Barcellona. È questa l'ultima sua partita con la maglia bianconera, che lascia dopo quattro stagioni e sette trofei, mettendo a referto 171 partite e 48 gol.

#### Bayern Monaco

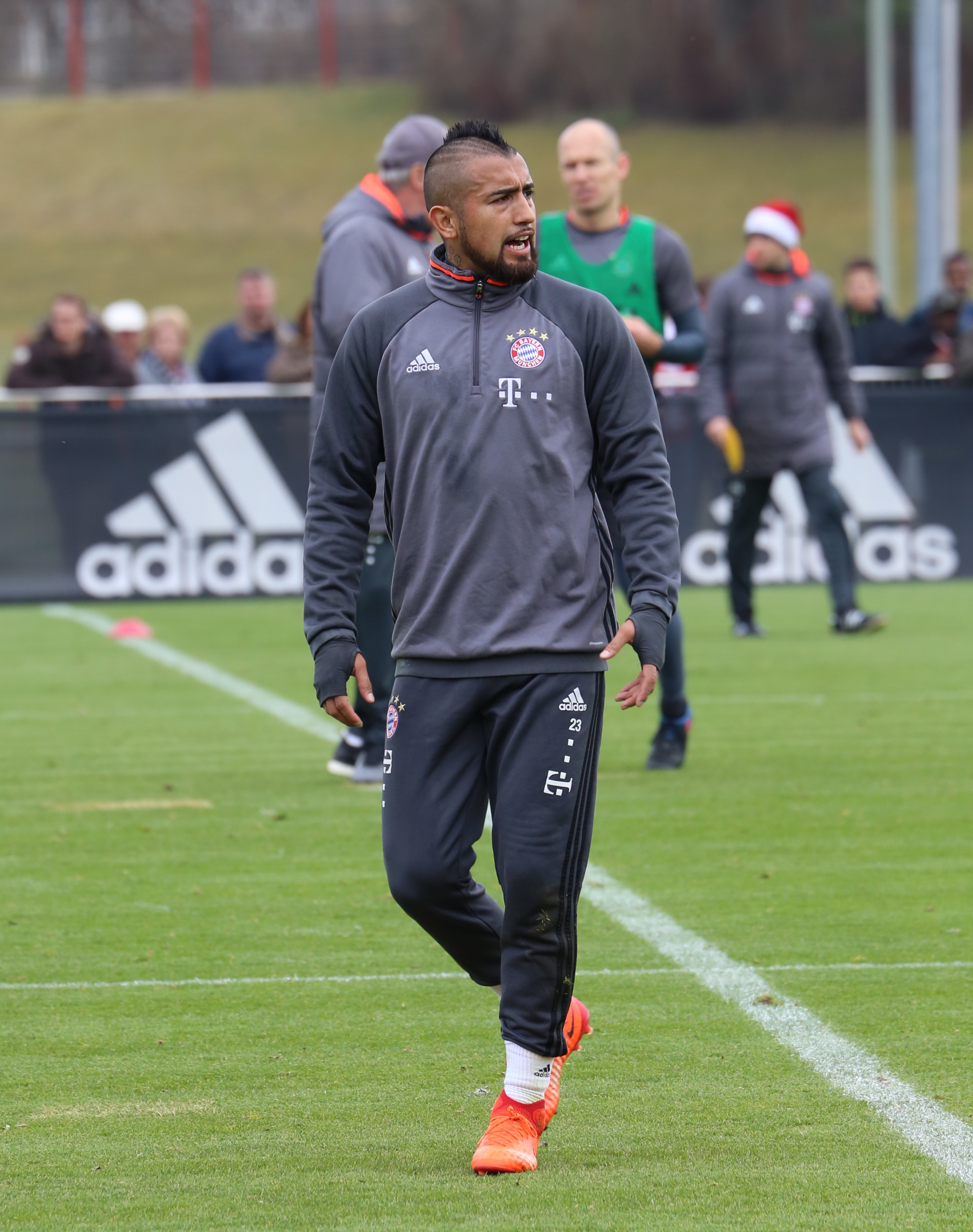
Vidal in allenamento al Bayern Monaco nel 2017

Il 28 luglio 2015 si trasferisce al Bayern Monaco di Josep Guardiola, per 37 milioni di euro (più eventuali 3 di bonus). Il cileno, che fa così ritorno nel calcio tedesco, esordisce con i bavaresi il 1º agosto seguente, in occasione della finale di Supercoppa di Germania persa ai tiri di rigore contro il Wolfsburg, dopo l'1-1 dei tempi regolamentari. Il 9 dello stesso mese segna il suo primo gol con la nuova maglia, aprendo le marcature dal dischetto nel 3-1 al Nöttingen in Coppa di Germania; il 19 settembre sigla invece la prima marcatura in campionato, nello 0-3 esterno contro il Darmstadt. In Champions League risulta determinante per il passaggio del turno alle semifinali per la compagine bavarese: è infatti suo il gol che decide l'andata dei quarti contro il Benfica, mentre al ritorno va ancora in rete nel 2-2 finale che elimina i portoghesi. Dopo l'eliminazione in semifinale contro l'Atlético Madrid, il 7 maggio 2016 Vidal si aggiudica la prima Bundesliga, grazie alla vittoria per 2-1 sull'Ingolstadt 04. Il 21 dello stesso mese aggiunge un altro trofeo al suo palmarès, in seguito alla vittoria della Coppa di Germania sul Borussia Dortmund: dopo lo 0-0 scaturito al termine dei supplementari i bavaresi prevalgono ai rigori, serie nella quale il cileno realizza il secondo penalty.
La seconda stagione di Vidal con il club campione di Germania, ora allenato da Carlo Ancelotti, inizia con la conquista della Supercoppa tedesca: nella sfida del 14 agosto i bavaresi s'impongono per 2-0 sul Borussia Dortmund, con la rete iniziale che porta la firma del cileno. L'annata vede per i bavaresi la conquista del campionato, secondo consecutivo per il cileno, grazie al successo per 6-0 del 29 aprile 2017 contro il Wolfsburg; Vidal e compagni sono tuttavia protagonisti di una parte finale al di sotto delle aspettative: in Champions League – competizione durante la quale il centrocampista mette a segno tre reti, tra cui spicca la doppietta nell'1-5 sull'Arsenal nel ritorno degli ottavi di finale – la compagine tedesca esce infatti sconfitta dal doppio confronto dei quarti contro il Real Madrid, così come nella Coppa nazionale, eliminata nella semifinale dal Borussia Dortmund a seguito del 2-3 esterno del 26 aprile.
Anche la stagione 2017-18, la terza e ultima in Baviera, vede il cileno subito vincente, con i Roten che il 5 agosto s'impongono in Supercoppa battendo nuovamente ai rigori il Borussia Dortmund, in seguito al 2-2 dei tempi regolamentari. Per il terzo anno consecutivo Vidal si aggiudica con largo margine la Bundesliga; ancora una volta però il finale di annata, che per lui termina anzitempo il 17 aprile 2018 a causa di un intervento chirurgico al ginocchio destro, risulta indigesto alla squadra tedesca, nuovamente eliminata dal Real Madrid nel doppio confronto della semifinale di Champions League, e perdente 1-3 nella finale della Coppa di Germania del 19 maggio contro l'Eintracht Francoforte.

#### Barcellona

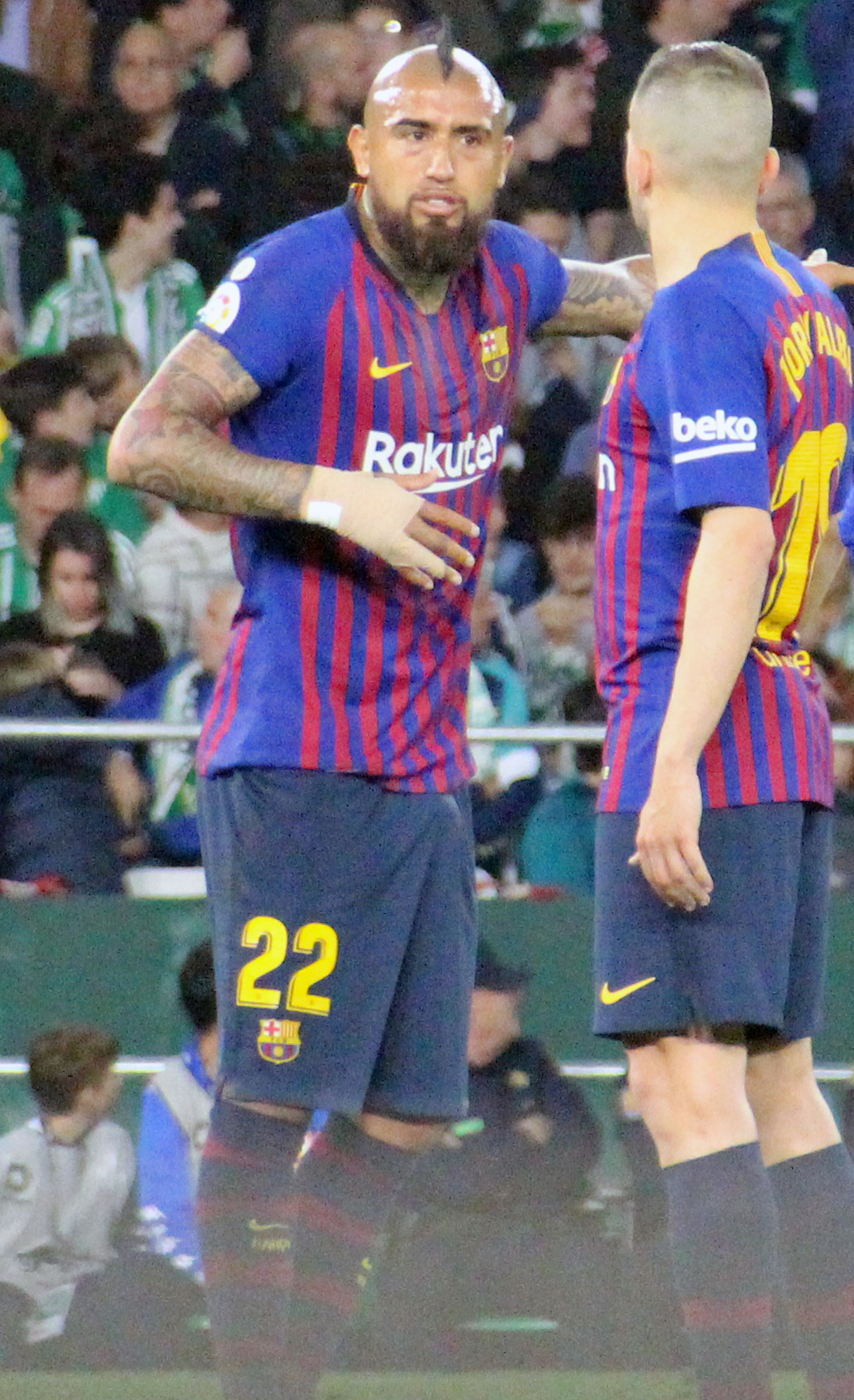
Vidal al Barcellona nel 2019, mentre discute con il compagno di squadra Jordi Alba

Dopo un triennio in Baviera, il 3 agosto 2018 il cileno si accorda con il Barcellona. Debutta in blaugrana il 12 dello stesso mese, subentrando a Dembélé nei minuti finali della Supercoppa spagnola, vinta 1-2 contro il Siviglia: con la vittoria del suo primo titolo con il Barça diventa inoltre il calciatore cileno con più trofei vinti da professionista, superando Eduardo Vilches. I primi mesi in Catalogna, tuttavia, non si rivelano particolarmente positivi sul piano personale, con il centrocampista che non riesce a sovvertire le gerarchie della squadra titolare e per questo manifesta dissapori verso il tecnico Ernesto Valverde, il quale lo chiama in causa prevalentemente nei minuti finali di partita; il 28 ottobre arriva comunque il primo gol con la maglia azulgrana, segnando il definitivo 5-1 al Real Madrid nel clásico di campionato. Nella seconda parte di stagione il feeling con il tecnico va a migliorare, rientrando sempre più spesso nella formazione titolare. Il 29 aprile 2019 arriva la matematica conquista della Liga, grazie al successo 2-4 sul campo dell'Alavés: è l'ottavo titolo nazionale consecutivo per Vidal, il quale rientra così nella schiera dei pochi eletti in grado di vincere in almeno tre dei maggiori campionati d'Europa.
È invece avara di soddisfazioni la stagione 2019-2020, la seconda e ultima per il cileno a Barcellona. In un'annata segnata sul piano sportivo dall'avvicendamento sulla panchina blaugrana tra Valverde e Quique Setién, e sul versante mondiale dalla sopraggiunta pandemia di COVID-19 che dapprima stoppa e poi dilata a dismisura i calendari internazionali, Vidal torna su buoni livelli realizzativi ma chiude la stagione, per la prima volta dopo otto anni, senza sollevare trofei; a riprova di un'annata negativa, il centrocampista è in campo nella storica sconfitta 8-2 patita dal Barcellona, per mano dei suoi ex compagni del Bayern Monaco, nei quarti di finale della Champions League.

#### Inter
Il 22 settembre 2020 il giocatore torna dopo cinque anni in Serie A, accasandosi all'Inter a fronte di un indennizzo di 1 milione di euro in variabili. Quattro giorni dopo fa il suo esordio con i nerazzurri in Serie A, nella vittoria per 4-3 contro la Fiorentina. Proprio contro i viola, negli ottavi di finale di Coppa Italia, il 13 gennaio 2021 segna su calcio di rigore il suo primo gol in maglia nerazzurra; si ripete quattro giorni dopo in campionato, aprendo le marcature nel vittorioso derby d'Italia contro i suoi ex compagni della Juventus (2-0). Il cileno non vive una stagione positiva sul piano personale, pagando dazio sia per una serie di infortuni sia per la concorrenza del compagno di reparto Christian Eriksen, fattori che dall'iniziale ruolo di inamovibile lo fanno lentamente scivolare fuori dall'undici titolare nella seconda e decisiva parte dell'annata: ciò nonostante a fine campionato può fregiarsi della vittoria dello scudetto, il primo per il club milanese da undici anni a quella parte e, soprattutto, il nono della carriera per Vidal.
In avvio della stagione seguente, il 19 ottobre 2021 segna la prima rete in Champions League con la maglia dell'Inter, nella vittoria casalinga per 3-1 contro lo Sheriff Tiraspol. Nel corso dell'annata contribuisce alle affermazioni nerazzurre in Supercoppa italiana e Coppa Italia, in entrambi i casi superando in finale la Juventus dopo i tempi supplementari. Al termine della stagione, risolve consensualmente il proprio contratto con la società milanese: la sua esperienza in nerazzurro si chiude con 71 presenze totali, 4 gol e 3 trofei vinti.

#### Ritorno in Sudamerica

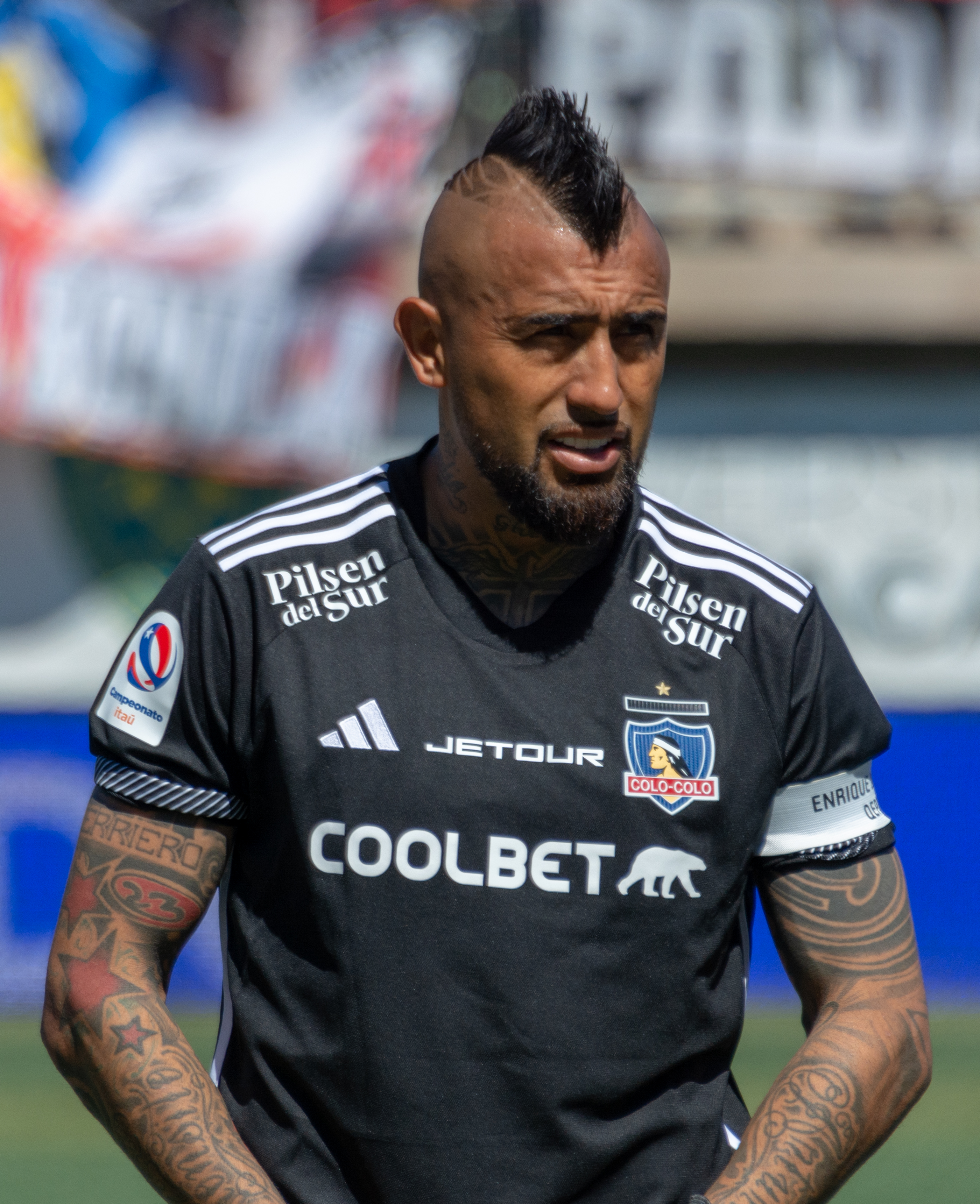
Vidal capitano del Colo-Colo nel 2024

Il 14 luglio 2022, Vidal firma per i brasiliani del Flamengo. Dopo aver collezionato 51 presenze e due reti, oltre ad aver contribuito alla vittoria di una Coppa Libertadores e di una coppa nazionale, il 13 luglio 2023 rescinde il proprio contratto con il club.
Il 14 luglio 2023, Vidal si accasa all'Athl. Paranaense, sempre nella massima serie brasiliana. Con i rossononeri rimane fino al termine della stagione, quando decide di non rinnovare il contratto e rimanendo così svincolato.
Il 23 gennaio 2024, dopo diciassette anni, fa ritorno al Colo-Colo.

### Nazionale

#### Nazionali giovanili
Vidal ha rappresentato il Cile under 20 in occasione del campionato sudamericano di categoria disputato nel 2007 in Paraguay, dove ha segnato sei reti. Ottenuta così la qualificazione al campionato mondiale Under-20 dello stesso anno, il giocatore ha preso parte con la Rojita anche a questa competizione dove ha segnato due reti, rivelandosi uno dei punti di forza della squadra che sul suolo canadese centrò uno storico terzo posto; nelle settimane precedenti il selezionatore della nazionale maggiore, Nelson Acosta, intendeva convocarlo per la Copa América 2007 da disputarsi nello stesso periodo, ma Vidal fu ritenuto indispensabile per il buon esito della spedizione giovanile e quindi dirottato al Mondiale di categoria.

#### Nazionale maggiore

##### 2007-2015
Fa il suo debutto in nazionale maggiore il 7 febbraio 2007, quando il commissario tecnico Nelson Acosta lo fa entrare negli ultimi minuti dell'amichevole vinta 1-0 sul campo del Venezuela. Tra il 2007 e il 2009 gioca in 11 delle 18 gare del Cile valide per le qualificazioni CONMEBOL al campionato del mondo 2010, che la Roja conclude al secondo posto del girone sudamericano. Il 5 settembre 2009 segna il suo primo gol in nazionale, nella gara di qualificazione al mondiale pareggiata 2-2 contro i venezuelani. Convocato per la fase finale della rassegna iridata in Sudafrica, nell'estate 2010 gioca quattro partite partendo sempre titolare.

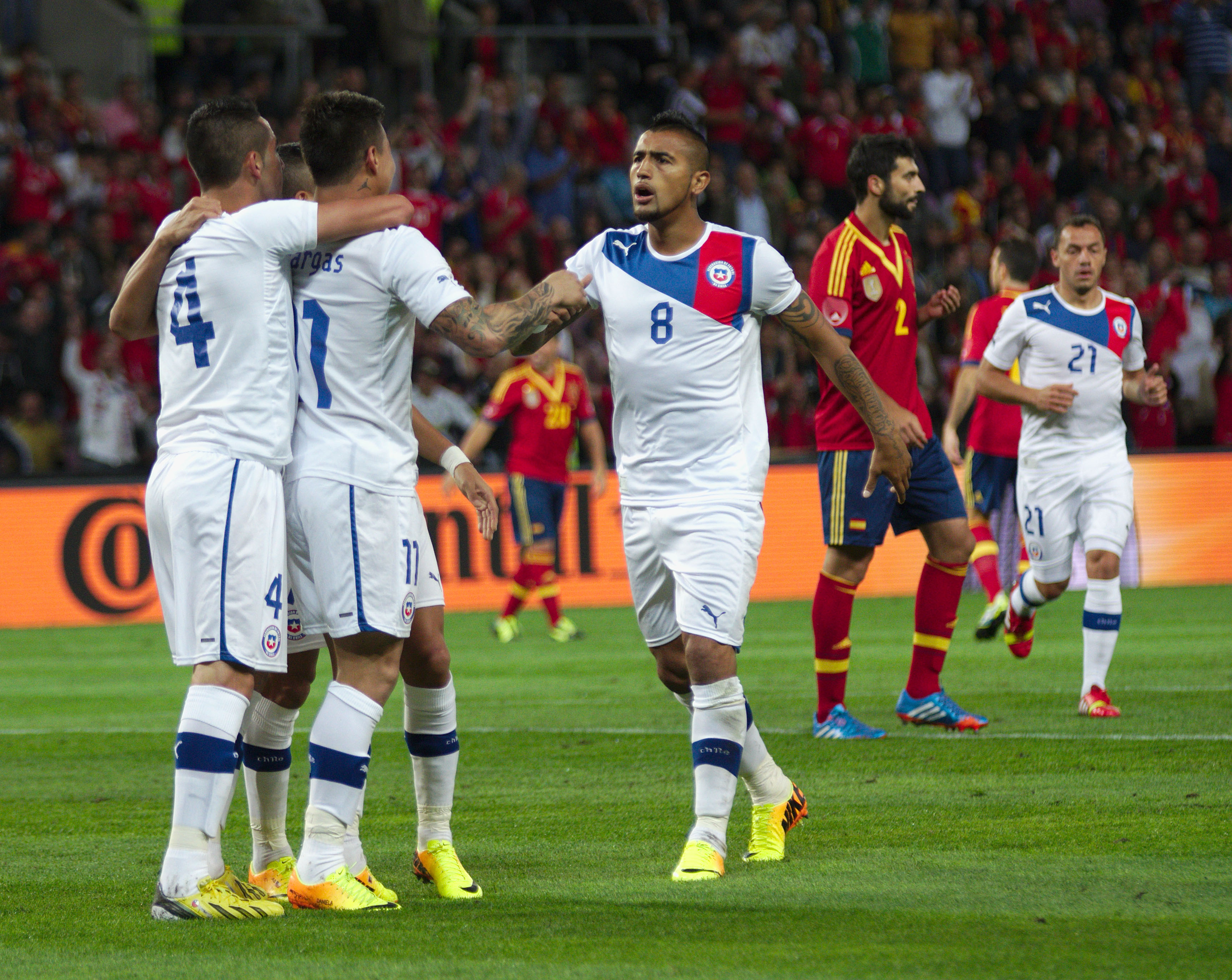
Vidal (8) festeggia con i compagni di nazionale Vargas e Isla dopo un gol alla, in amichevole, nel 2013

Nel 2011 partecipa alla Copa América in Argentina, mettendo subito a segno il gol del 2-1 contro il Messico, che vale la vittoria nella partita d'esordio. La squadra del selezionatore Borghi, in seguito al pareggio 1-1 contro l'Uruguay e alla vittoria per 1-0 sul Perù – gara alla quale Vidal non prende parte –, termina in testa il proprio girone, prima di venire eliminata ai quarti di finale, battuta 2-1 dal Venezuela.
Nel novembre dello stesso anno viene escluso da Borghi, assieme a quattro compagni, dal ritiro della nazionale dopo essersi presentato in ritardo e in condizioni ritenute «non adeguate»: a seguito dell'episodio, il mese seguente la Federcalcio cilena decide la sua sospensione per indisciplina dalla nazionale per 10 partite, sanzione in seguito dimezzata il 20 aprile 2012. Ritorna a vestire la maglia della nazionale il successivo 2 giugno, nella sfida valida per le qualificazioni CONMEBOL al campionato del mondo 2014 contro la Bolivia, segnando il gol del definitivo 2-0 per il Cile.
Il 1º giugno 2014 viene inserito dal commissario tecnico Jorge Sampaoli nella lista dei 23 convocati per la fase finale del mondiale in Brasile. Il 15 dello stesso mese esordisce nel torneo iridato, nella vittoria per 3-1 ai danni dell'Australia, senza tuttavia brillare. Parte da titolare anche nella successiva partita del girone contro la Spagna, che sancisce, grazie alla vittoria per 2-0, il passaggio del turno per la compagine cilena, mentre resta in panchina nell'ultima gara del girone persa per 2-0 contro i Paesi Bassi. Conclude la sua seconda esperienza mondiale con l'eliminazione negli ottavi di finale per opera del Brasile, perdendo ai rigori dopo che i tempi regolamentari e supplementari si erano conclusi sull'1-1.

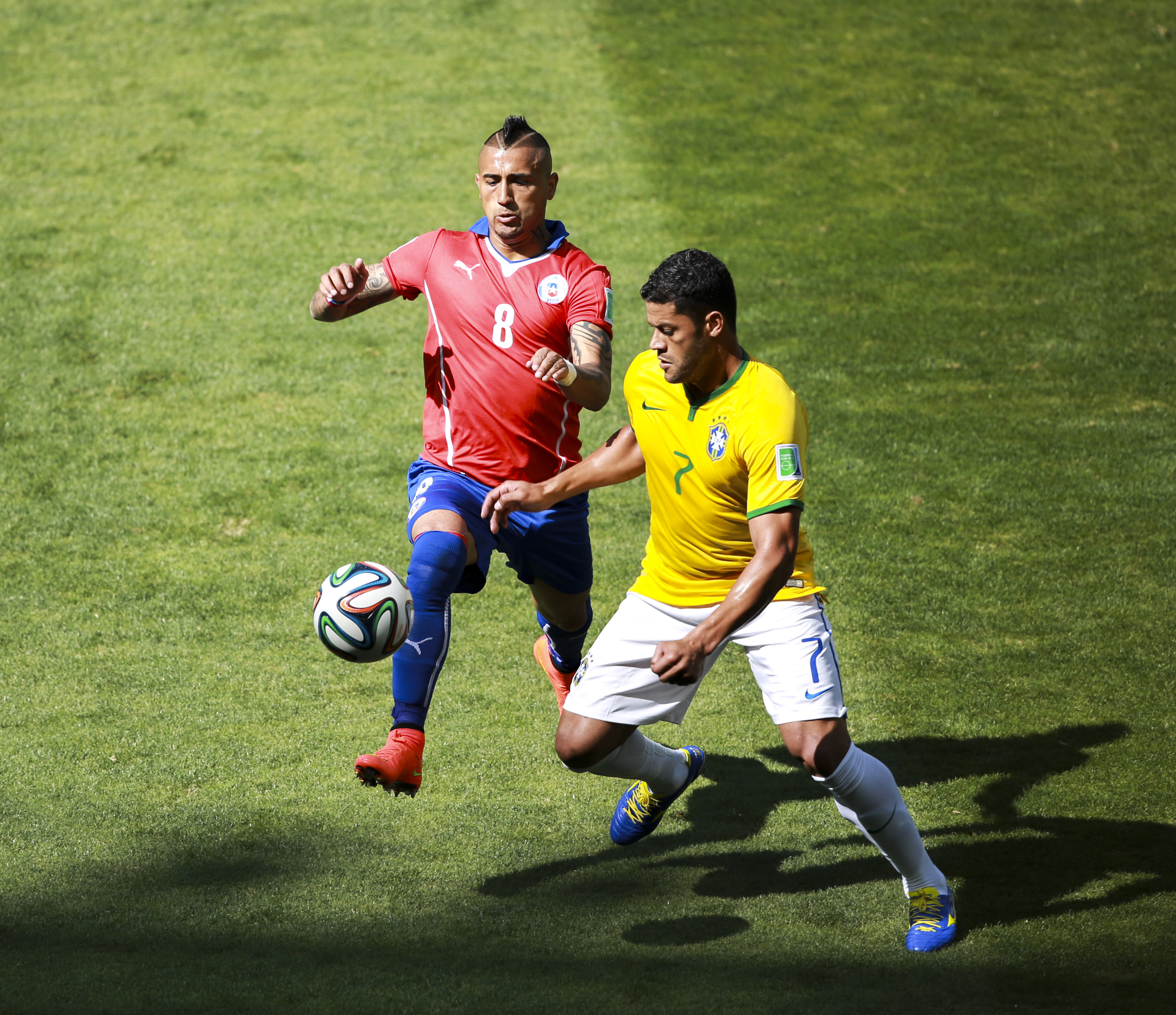
Vidal (8) in azione negli ottavi del, in contrasto sul brasiliano Hulk (7)

Il 31 maggio 2015 Sampaoli lo inserisce nella lista dei 23 convocati per la Copa América 2015, svoltasi in Cile. Nella partita inaugurale del torneo, l'11 giugno contro l'Ecuador, contribuisce alla vittoria cilena per 2-0, segnando la rete del vantaggio con un calcio di rigore da lui stesso procuratosi. Nella seconda partita del girone, pareggiata per 3-3 contro il Messico, realizza la sua prima doppietta in Nazionale, siglando al contempo, grazie alla seconda marcatura dal dischetto, la millesima rete nella storia della Roja. Gioca da titolare anche nella terza e ultima gara contro la Bolivia che, grazie alla vittoria per 5-0, sancisce il passaggio del turno per la formazione di Sampaoli. Dopo aver eliminato l'Uruguay ai quarti per 1-0, il Cile s'impone anche nella semifinale contro il Perù per 2-1. In finale la Roja, dopo che i tempi regolamentari e supplementari erano terminati sullo 0-0, conquista la prima Copa América della sua storia superando ai rigori l'Argentina, serie nella quale Vidal – peraltro premiato come miglior giocatore dell'incontro nonché inserito nel miglior undici della competizione – realizza il secondo penalty.
Il 12 novembre 2015, durante le qualificazioni CONMEBOL al campionato del mondo 2018 in Russia, segna la prima rete della competizione nel pareggio interno per 1-1 contro la Colombia, siglando il momentaneo vantaggio.

##### Dal 2016

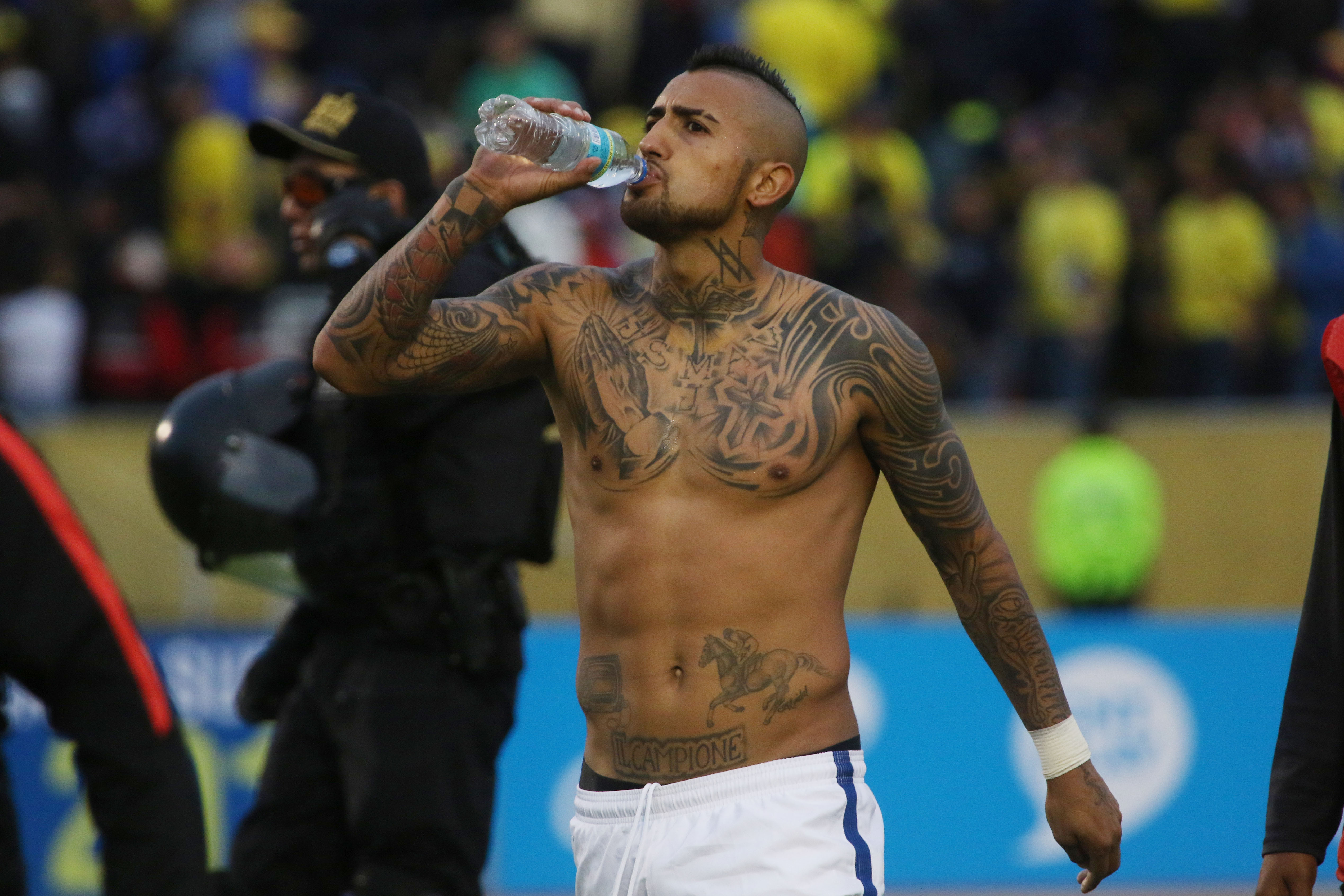
Vidal nel 2016 al termine della sfida di Quito valevole per le qualificazioni al

Convocato dal selezionatore Juan Antonio Pizzi per la Copa América Centenario negli Stati Uniti, Vidal e compagni iniziano la fase a gironi con una sconfitta per 2-1 contro l'Argentina. Le seguenti due partite si concludono invece con una duplice vittoria: la prima con un sofferto 2-1 sulla Bolivia, dove è proprio il centrocampista a siglare entrambe le reti per la propria compagine, e la seconda con un 4-2 al Panama: la Roja approda in tal modo alla fase a eliminazione diretta come seconda del gruppo, dietro all'Albiceleste. Superato il Messico ai quarti con un roboante 7-0 e la Colombia in semifinale per 2-0, seppur Vidal non abbia disputato l'incontro per squalifica, la formazione di Pizzi si ritrova in finale di nuovo contro l'Argentina in un remake dell'edizione precedente: così come un anno prima, dopo lo 0-0 al termine dei supplementari, sono ancora i cileni ad aggiudicarsi il trofeo ai rigori, serie nella quale Vidal, inserito nuovamente nella top 11 del torneo, fallisce peraltro il proprio tentativo di realizzazione, risultato comunque ininfluente sull'esito finale.
Nel giugno 2017 viene convocato da Pizzi per la Confederations Cup 2017 in Russia: Vidal è fin da subito protagonista, segnando una rete il 18 dello stesso mese nella partita d'esordio, vinta 0-2 sul Camerun. Titolare anche nelle altre due partite del girone, i pareggi 1-1 contro Germania e Australia, Vidal e compagni approdano alle semifinali del torneo come secondi, alle spalle dei tedeschi. Dopo lo 0-0 al termine dei tempi regolamentari e supplementari, il Cile supera il Portogallo ai rigori, in cui Vidal mette a segno il primo della serie, mentre in finale si arrende alla Germania, vittoriosa 1-0.

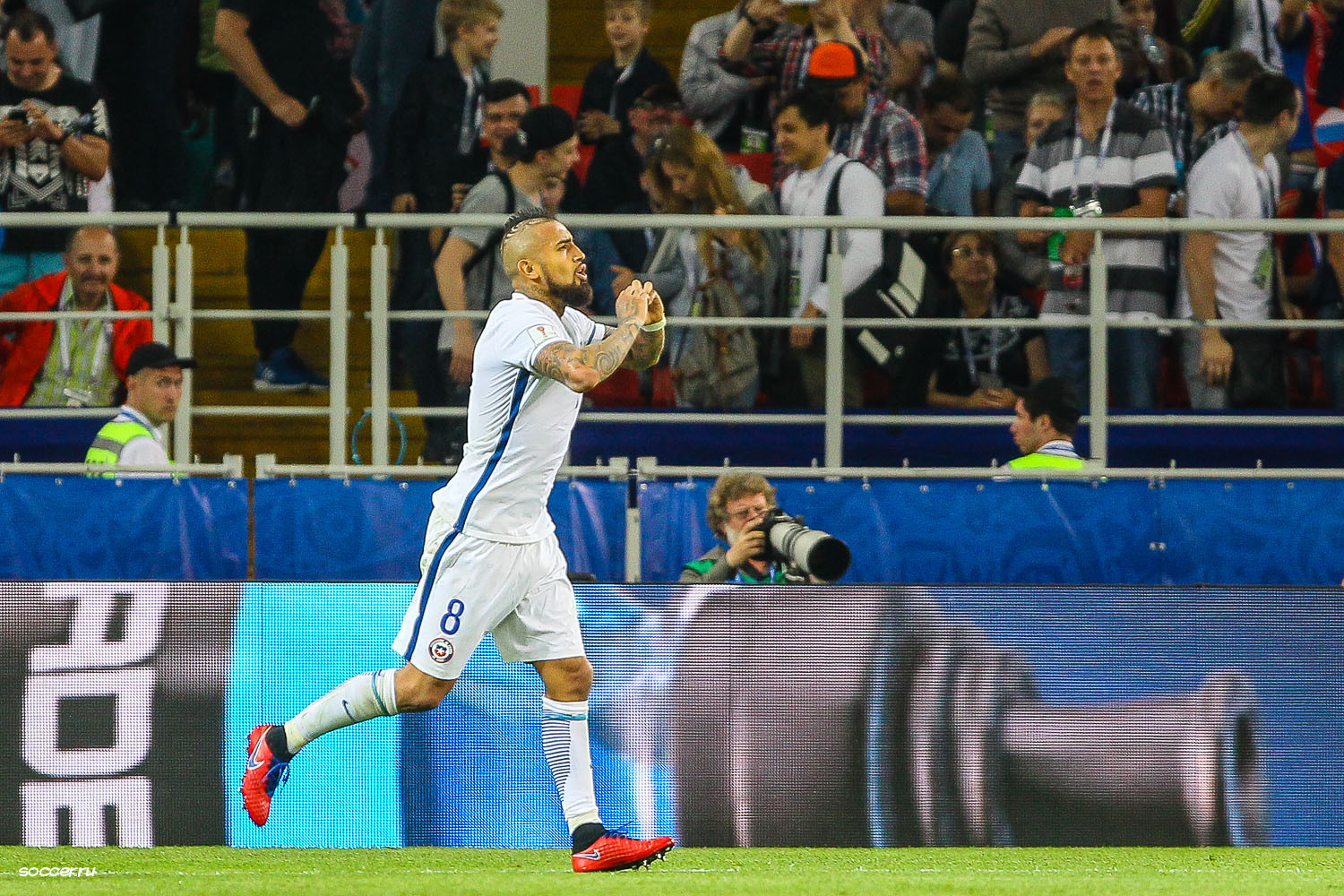
Vidal festeggia il suo gol al nella fase a gironi della Confederations Cup 2017

Il 27 marzo 2018 raggiunge le 100 presenze in nazionale, nel corso di un'amichevole contro la Danimarca terminata a reti bianche.
Il 26 maggio 2019 Vidal viene convocato dal commissario tecnico Reinaldo Rueda per la Copa América 2019 in Brasile. La doppia vittoria 0-4 al Giappone e 1-2 all'Ecuador rendono ininfluente la sconfitta 0-1 contro l'Uruguay, permettendo un turno di riposo al centrocampista cileno e il passaggio alla fase a eliminazione diretta per i campioni in carica. Ai quarti, in seguito allo 0-0 al termine dei supplementari, viene superata la Colombia ai rigori, con Vidal che realizza il proprio tentativo; in semifinale tuttavia la formazione di Rueda si arrende al Perù, che prevale nettamente con uno 0-3. La spedizione in terra brasiliana vede la Roja chiudere l'edizione al quarto posto, dopo l'ulteriore sconfitta nella finalina stavolta contro l'Argentina: qui Vidal mette a segno l'unica marcatura personale del torneo, su calcio di rigore, accorciando il punteggio finale sul 2-1.
Il 10 giugno 2021 viene convocato dal commissario tecnico Martín Lasarte per la Copa América 2021 in Brasile.
L'8 settembre 2023 realizza un gol nella sconfitta per 3-1 contro l'Uruguay che gli consente di agganciare Iván Zamorano al quarto posto della classifica marcatori della selezione cilena. Quattro giorni dopo, durante un incontro con la Colombia valido per le qualificazioni CONMEBOL al campionato del mondo 2026, Vidal subisce una lesione traumatica acuta al menisco in uno scontro di gioco con Luis Díaz, infortunio che lo costringe a un'operazione chirurgica e a uno stop prolungato.

## Statistiche

### Presenze e reti nei club
Statistiche aggiornate al 16 agosto 2025.
| Stagione                | Squadra                 | Campionato              | Campionato | Campionato | Coppe nazionali | Coppe nazionali | Coppe nazionali | Coppe continentali | Coppe continentali | Coppe continentali | Altre coppe | Altre coppe | Altre coppe | Totale | Totale |
| Stagione                | Squadra                 | Comp                    | Pres       | Reti       | Comp            | Pres            | Reti            | Comp               | Pres               | Reti               | Comp        | Pres        | Reti        | Pres   | Reti   |
| ----------------------- | ----------------------- | ----------------------- | ---------- | ---------- | --------------- | --------------- | --------------- | ------------------ | ------------------ | ------------------ | ----------- | ----------- | ----------- | ------ | ------ |
| 2005                    | Colo-Colo               | PD                      | 2          | 0          | -               | -               | -               | CL                 | 0                  | 0                  | -           | -           | -           | 2      | 0      |
| 2006                    | Colo-Colo               | PD                      | 19         | 0          | -               | -               | -               | CS                 | 12                 | 3                  | -           | -           | -           | 31     | 3      |
| 2007                    | Colo-Colo               | PD                      | 15         | 2          | -               | -               | -               | CL                 | 8                  | 0                  | -           | -           | -           | 23     | 2      |
| 2007-2008               | Bayer Leverkusen        | BL                      | 24         | 1          | CG              | 0               | 0               | CU                 | 9                  | 0                  | -           | -           | -           | 33     | 1      |
| 2008-2009               | Bayer Leverkusen        | BL                      | 29         | 3          | CG              | 6               | 3               | -                  | -                  | -                  | -           | -           | -           | 35     | 6      |
| 2009-2010               | Bayer Leverkusen        | BL                      | 31         | 1          | CG              | 1               | 0               | -                  | -                  | -                  | -           | -           | -           | 32     | 1      |
| 2010-2011               | Bayer Leverkusen        | BL                      | 33         | 10         | CG              | 2               | 1               | UEL                | 9                  | 2                  | -           | -           | -           | 44     | 13     |
| Totale Bayer Leverkusen | Totale Bayer Leverkusen | Totale Bayer Leverkusen | 117        | 15         |                 | 9               | 4               |                    | 18                 | 2                  |             | -           | -           | 144    | 21     |
| 2011-2012               | Juventus                | A                       | 33         | 7          | CI              | 2               | 0               | -                  | -                  | -                  | -           | -           | -           | 35     | 7      |
| 2012-2013               | Juventus                | A                       | 31         | 10         | CI              | 4               | 1               | UCL                | 9                  | 3                  | SI          | 1           | 1           | 45     | 15     |
| 2013-2014               | Juventus                | A                       | 32         | 11         | CI              | 1               | 0               | UCL+UEL            | 6+6                | 5+2                | SI          | 1           | 0           | 46     | 18     |
| 2014-2015               | Juventus                | A                       | 28         | 7          | CI              | 4               | 0               | UCL                | 12                 | 1                  | SI          | 1           | 0           | 45     | 8      |
| Totale Juventus         | Totale Juventus         | Totale Juventus         | 124        | 35         |                 | 11              | 1               |                    | 33                 | 11                 |             | 3           | 1           | 171    | 48     |
| 2015-2016               | Bayern Monaco           | BL                      | 30         | 4          | CG              | 6               | 1               | UCL                | 11                 | 2                  | SG          | 1           | 0           | 48     | 7      |
| 2016-2017               | Bayern Monaco           | BL                      | 27         | 4          | CG              | 5               | 1               | UCL                | 8                  | 3                  | SG          | 1           | 1           | 41     | 9      |
| 2017-2018               | Bayern Monaco           | BL                      | 22         | 6          | CG              | 4               | 0               | UCL                | 8                  | 0                  | SG          | 1           | 0           | 35     | 6      |
| Totale Bayern Monaco    | Totale Bayern Monaco    | Totale Bayern Monaco    | 79         | 14         |                 | 15              | 2               |                    | 27                 | 5                  |             | 3           | 1           | 124    | 22     |
| 2018-2019               | Barcellona              | PD                      | 33         | 3          | CR              | 8               | 0               | UCL                | 11                 | 0                  | SS          | 1           | 0           | 53     | 3      |
| 2019-2020               | Barcellona              | PD                      | 33         | 8          | CR              | 2               | 0               | UCL                | 7                  | 0                  | SS          | 1           | 0           | 43     | 8      |
| Totale Barcellona       | Totale Barcellona       | Totale Barcellona       | 66         | 11         |                 | 10              | 0               |                    | 18                 | 0                  |             | 2           | 0           | 96     | 11     |
| 2020-2021               | Inter                   | A                       | 23         | 1          | CI              | 3               | 1               | UCL                | 4                  | 0                  | -           | -           | -           | 30     | 2      |
| 2021-2022               | Inter                   | A                       | 28         | 1          | CI              | 5               | 0               | UCL                | 7                  | 1                  | SI          | 1           | 0           | 41     | 2      |
| Totale Inter            | Totale Inter            | Totale Inter            | 51         | 2          |                 | 8               | 1               |                    | 11                 | 1                  |             | 1           | 0           | 71     | 4      |
| lug.-dic. 2022          | Flamengo                | A                       | 15         | 2          | CB              | 6               | 0               | CL                 | 5                  | 0                  | SB          | -           | -           | 26     | 2      |
| gen.-lug. 2023          | Flamengo                | A/RJ+A                  | 7+6        | 0+0        | CB              | 2               | 0               | CL                 | 5                  | 0                  | CdM+RS+SB   | 2+2+1       | 0+0+0       | 25     | 0      |
| Totale Flamengo         | Totale Flamengo         | Totale Flamengo         | 28         | 2          |                 | 8               | 0               |                    | 10                 | 0                  |             | 5           | 0           | 51     | 2      |
| lug.-dic. 2023          | Athl. Paranaense        | A                       | 7          | 0          | CB              | -               | -               | CL                 | 2                  | 0                  | -           | -           | -           | 9      | 0      |
| 2024                    | Colo-Colo               | PD                      | 19         | 4          | CC              | 5               | 2               | CL                 | 10                 | 1                  | SC          | 1           | 1           | 35     | 8      |
| 2025                    | Colo-Colo               | PD                      | 13         | 2          | CC              | 2               | 0               | CL                 | 5                  | 0                  | SC          | 0           | 0           | 20     | 2      |
| Totale Colo-Colo        | Totale Colo-Colo        | Totale Colo-Colo        | 68         | 8          |                 | 7               | 2               |                    | 35                 | 4                  |             | 1           | 1           | 111    | 15     |
| Totale carriera         | Totale carriera         | Totale carriera         | 539        | 86         |                 | 68              | 10              |                    | 154                | 23                 |             | 15          | 3           | 776    | 122    |

### Cronologia presenze e reti in nazionale

#### Nazionale maggiore
| Cronologia completa delle presenze e delle reti in nazionale ― Cile | Cronologia completa delle presenze e delle reti in nazionale ― Cile | Cronologia completa delle presenze e delle reti in nazionale ― Cile | Cronologia completa delle presenze e delle reti in nazionale ― Cile | Cronologia completa delle presenze e delle reti in nazionale ― Cile | Cronologia completa delle presenze e delle reti in nazionale ― Cile | Cronologia completa delle presenze e delle reti in nazionale ― Cile | Cronologia completa delle presenze e delle reti in nazionale ― Cile |
| Data                                                                | Città                                                               | In casa                                                             | Risultato                                                           | Ospiti                                                              | Competizione                                                        | Reti                                                                | Note                                                                |
| ------------------------------------------------------------------- | ------------------------------------------------------------------- | ------------------------------------------------------------------- | ------------------------------------------------------------------- | ------------------------------------------------------------------- | ------------------------------------------------------------------- | ------------------------------------------------------------------- | ------------------------------------------------------------------- |
| 7-2-2007                                                            | Maracaibo                                                           | Venezuela                                                           | 0 – 1                                                               | Cile                                                                | Amichevole                                                          | -                                                                   | 90’                                                                 |
| 18-4-2007                                                           | Mendoza                                                             | Argentina                                                           | 0 – 0                                                               | Cile                                                                | Amichevole                                                          | -                                                                   | 35’                                                                 |
| 2-6-2007                                                            | San José                                                            | Costa Rica                                                          | 2 – 0                                                               | Cile                                                                | Amichevole                                                          | -                                                                   | 76’                                                                 |
| 5-6-2007                                                            | Kingston                                                            | Giamaica                                                            | 0 – 1                                                               | Cile                                                                | Amichevole                                                          | -                                                                   |                                                                     |
| 7-9-2007                                                            | Vienna                                                              | Svizzera                                                            | 2 – 1                                                               | Cile                                                                | Amichevole                                                          | -                                                                   | 28’ 66’                                                             |
| 13-10-2007                                                          | Buenos Aires                                                        | Argentina                                                           | 2 – 0                                                               | Cile                                                                | Qual. Mondiali 2010                                                 | -                                                                   | 25’                                                                 |
| 17-10-2007                                                          | Santiago del Cile                                                   | Cile                                                                | 2 – 0                                                               | Perù                                                                | Qual. Mondiali 2010                                                 | -                                                                   |                                                                     |
| 18-11-2007                                                          | Montevideo                                                          | Uruguay                                                             | 2 – 2                                                               | Cile                                                                | Qual. Mondiali 2010                                                 | -                                                                   | 90+4’                                                               |
| 26-3-2008                                                           | Tel Aviv                                                            | Israele                                                             | 1 – 0                                                               | Cile                                                                | Amichevole                                                          | -                                                                   | 68’                                                                 |
| 20-8-2008                                                           | Istanbul                                                            | Turchia                                                             | 1 – 0                                                               | Cile                                                                | Amichevole                                                          | -                                                                   |                                                                     |
| 7-9-2008                                                            | Santiago del Cile                                                   | Cile                                                                | 0 – 3                                                               | Brasile                                                             | Qual. Mondiali 2010                                                 | -                                                                   | 46’                                                                 |
| 10-9-2008                                                           | Santiago del Cile                                                   | Cile                                                                | 4 – 0                                                               | Colombia                                                            | Qual. Mondiali 2010                                                 | -                                                                   |                                                                     |
| 12-10-2008                                                          | Quito                                                               | Ecuador                                                             | 1 – 0                                                               | Cile                                                                | Qual. Mondiali 2010                                                 | -                                                                   |                                                                     |
| 15-10-2008                                                          | Santiago del Cile                                                   | Cile                                                                | 1 – 0                                                               | Argentina                                                           | Qual. Mondiali 2010                                                 | -                                                                   | 87’                                                                 |
| 11-2-2009                                                           | Polokwane                                                           | Sudafrica                                                           | 0 – 2                                                               | Cile                                                                | Amichevole                                                          | -                                                                   |                                                                     |
| 12-8-2009                                                           | Brøndby                                                             | Danimarca                                                           | 1 – 2                                                               | Cile                                                                | Amichevole                                                          | -                                                                   |                                                                     |
| 5-9-2009                                                            | Santiago del Cile                                                   | Cile                                                                | 2 – 2                                                               | Venezuela                                                           | Qual. Mondiali 2010                                                 | 1                                                                   |                                                                     |
| 9-9-2009                                                            | Salvador                                                            | Brasile                                                             | 4 – 2                                                               | Cile                                                                | Qual. Mondiali 2010                                                 | -                                                                   | 46’                                                                 |
| 10-10-2009                                                          | Medellín                                                            | Colombia                                                            | 2 – 4                                                               | Cile                                                                | Qual. Mondiali 2010                                                 | -                                                                   | 74’                                                                 |
| 14-10-2009                                                          | Santiago del Cile                                                   | Cile                                                                | 1 – 0                                                               | Ecuador                                                             | Qual. Mondiali 2010                                                 | -                                                                   | 67’                                                                 |
| 17-11-2009                                                          | Žilina                                                              | Slovacchia                                                          | 1 – 2                                                               | Cile                                                                | Amichevole                                                          | -                                                                   |                                                                     |
| 16-5-2010                                                           | Città del Messico                                                   | Messico                                                             | 1 – 0                                                               | Cile                                                                | Amichevole                                                          | -                                                                   |                                                                     |
| 30-5-2010                                                           | Chillán                                                             | Cile                                                                | 1 – 0                                                               | Irlanda del Nord                                                    | Amichevole                                                          | -                                                                   | 75’                                                                 |
| 16-6-2010                                                           | Nelspruit                                                           | Honduras                                                            | 0 – 1                                                               | Cile                                                                | Mondiali 2010 - 1º turno                                            | -                                                                   | 81’                                                                 |
| 21-6-2010                                                           | Port Elizabeth                                                      | Cile                                                                | 1 – 0                                                               | Svizzera                                                            | Mondiali 2010 - 1º turno                                            | -                                                                   | 46’                                                                 |
| 25-6-2010                                                           | Pretoria                                                            | Cile                                                                | 1 – 2                                                               | Spagna                                                              | Mondiali 2010 - 1º turno                                            | -                                                                   |                                                                     |
| 28-6-2010                                                           | Johannesburg                                                        | Brasile                                                             | 3 – 0                                                               | Cile                                                                | Mondiali 2010 - Ottavi di finale                                    | -                                                                   | 47’                                                                 |
| 17-11-2010                                                          | Santiago del Cile                                                   | Cile                                                                | 2 – 0                                                               | Uruguay                                                             | Amichevole                                                          | 1                                                                   |                                                                     |
| 26-3-2011                                                           | Leiria                                                              | Portogallo                                                          | 1 – 1                                                               | Cile                                                                | Amichevole                                                          | -                                                                   |                                                                     |
| 29-3-2011                                                           | L'Aia                                                               | Cile                                                                | 2 – 0                                                               | Colombia                                                            | Amichevole                                                          | -                                                                   | 81’                                                                 |
| 23-6-2011                                                           | Asunción                                                            | Paraguay                                                            | 0 – 0                                                               | Cile                                                                | Amichevole                                                          | -                                                                   | 75’                                                                 |
| 4-7-2011                                                            | San Juan                                                            | Cile                                                                | 2 – 1                                                               | Messico                                                             | Coppa America 2011 - 1º turno                                       | 1                                                                   |                                                                     |
| 8-7-2011                                                            | Mendoza                                                             | Uruguay                                                             | 1 – 1                                                               | Cile                                                                | Coppa America 2011 - 1º turno                                       | -                                                                   | 71’                                                                 |
| 17-7-2011                                                           | San Juan                                                            | Cile                                                                | 1 – 2                                                               | Venezuela                                                           | Coppa America 2011 - Quarti di finale                               | -                                                                   | 80’                                                                 |
| 10-8-2011                                                           | Montpellier                                                         | Francia                                                             | 1 – 1                                                               | Cile                                                                | Amichevole                                                          | -                                                                   |                                                                     |
| 2-9-2011                                                            | San Gallo                                                           | Spagna                                                              | 3 – 2                                                               | Cile                                                                | Amichevole                                                          | -                                                                   | 74’                                                                 |
| 4-9-2011                                                            | Barcellona                                                          | Messico                                                             | 1 – 0                                                               | Cile                                                                | Amichevole                                                          | -                                                                   |                                                                     |
| 7-10-2011                                                           | Buenos Aires                                                        | Argentina                                                           | 4 – 1                                                               | Cile                                                                | Qual. Mondiali 2014                                                 | -                                                                   |                                                                     |
| 11-10-2011                                                          | Santiago del Cile                                                   | Cile                                                                | 4 – 2                                                               | Perù                                                                | Qual. Mondiali 2014                                                 | -                                                                   |                                                                     |
| 2-6-2012                                                            | La Paz                                                              | Bolivia                                                             | 0 – 2                                                               | Cile                                                                | Qual. Mondiali 2014                                                 | 1                                                                   |                                                                     |
| 9-6-2012                                                            | Puerto La Cruz                                                      | Venezuela                                                           | 0 – 2                                                               | Cile                                                                | Qual. Mondiali 2014                                                 | -                                                                   |                                                                     |
| 11-9-2012                                                           | Santiago del Cile                                                   | Cile                                                                | 1 – 3                                                               | Colombia                                                            | Qual. Mondiali 2014                                                 | -                                                                   | 7’                                                                  |
| 12-10-2012                                                          | Quito                                                               | Ecuador                                                             | 3 – 1                                                               | Cile                                                                | Qual. Mondiali 2014                                                 | -                                                                   | 86’                                                                 |
| 14-11-2012                                                          | San Gallo                                                           | Cile                                                                | 1 – 3                                                               | Serbia                                                              | Amichevole                                                          | -                                                                   | 79’                                                                 |
| 6-2-2013                                                            | Madrid                                                              | Cile                                                                | 2 – 1                                                               | Egitto                                                              | Amichevole                                                          | -                                                                   | 79’                                                                 |
| 7-6-2013                                                            | Asunción                                                            | Paraguay                                                            | 1 – 2                                                               | Cile                                                                | Qual. Mondiali 2014                                                 | 1                                                                   |                                                                     |
| 11-6-2013                                                           | Santiago del Cile                                                   | Cile                                                                | 3 – 1                                                               | Bolivia                                                             | Qual. Mondiali 2014                                                 | 1                                                                   |                                                                     |
| 14-8-2013                                                           | Brøndby                                                             | Cile                                                                | 6 – 0                                                               | Iraq                                                                | Amichevole                                                          | -                                                                   | 68’                                                                 |
| 6-9-2013                                                            | Santiago del Cile                                                   | Cile                                                                | 3 – 0                                                               | Venezuela                                                           | Qual. Mondiali 2014                                                 | 1                                                                   |                                                                     |
| 10-9-2013                                                           | Ginevra                                                             | Spagna                                                              | 2 – 2                                                               | Cile                                                                | Amichevole                                                          | -                                                                   | 67’                                                                 |
| 11-10-2013                                                          | Barranquilla                                                        | Colombia                                                            | 3 – 3                                                               | Cile                                                                | Qual. Mondiali 2014                                                 | 1                                                                   |                                                                     |
| 15-10-2013                                                          | Santiago del Cile                                                   | Cile                                                                | 2 – 1                                                               | Ecuador                                                             | Qual. Mondiali 2014                                                 | -                                                                   |                                                                     |
| 5-3-2014                                                            | Stoccarda                                                           | Germania                                                            | 1 – 0                                                               | Cile                                                                | Amichevole                                                          | -                                                                   | 90’                                                                 |
| 4-6-2014                                                            | Valparaíso                                                          | Cile                                                                | 2 – 0                                                               | Irlanda del Nord                                                    | Amichevole                                                          | -                                                                   | 77’                                                                 |
| 13-6-2014                                                           | Cuiabá                                                              | Cile                                                                | 3 – 1                                                               | Australia                                                           | Mondiali 2014 - 1º turno                                            | -                                                                   | 60’                                                                 |
| 18-6-2014                                                           | Rio de Janeiro                                                      | Spagna                                                              | 0 – 2                                                               | Cile                                                                | Mondiali 2014 - 1º turno                                            | -                                                                   | 26’ 88’                                                             |
| 28-6-2014                                                           | Belo Horizonte                                                      | Brasile                                                             | 1 – 1 dts (3 – 2 dtr)                                               | Cile                                                                | Mondiali 2014 - Ottavi di finale                                    | -                                                                   | 87’                                                                 |
| 6-9-2014                                                            | Santa Clara                                                         | Cile                                                                | 0 – 0                                                               | Messico                                                             | Amichevole                                                          | -                                                                   |                                                                     |
| 10-10-2014                                                          | Valparaíso                                                          | Cile                                                                | 3 – 0                                                               | Perù                                                                | Amichevole                                                          | -                                                                   |                                                                     |
| 14-10-2014                                                          | Antofagasta                                                         | Cile                                                                | 2 – 2                                                               | Bolivia                                                             | Amichevole                                                          | 1                                                                   |                                                                     |
| 15-11-2014                                                          | Talcahuano                                                          | Cile                                                                | 5 – 0                                                               | Venezuela                                                           | Amichevole                                                          | -                                                                   | 76’                                                                 |
| 18-11-2014                                                          | Santiago del Cile                                                   | Cile                                                                | 1 – 2                                                               | Uruguay                                                             | Amichevole                                                          | -                                                                   |                                                                     |
| 29-3-2015                                                           | Londra                                                              | Brasile                                                             | 1 – 0                                                               | Cile                                                                | Amichevole                                                          | -                                                                   | 80’                                                                 |
| 11-6-2015                                                           | Santiago del Cile                                                   | Cile                                                                | 2 – 0                                                               | Ecuador                                                             | Coppa America 2015 - 1º turno                                       | 1                                                                   |                                                                     |
| 15-6-2015                                                           | Santiago del Cile                                                   | Cile                                                                | 3 – 3                                                               | Messico                                                             | Coppa America 2015 - 1º turno                                       | 2                                                                   | 36’                                                                 |
| 19-6-2015                                                           | Santiago del Cile                                                   | Cile                                                                | 5 – 0                                                               | Bolivia                                                             | Coppa America 2015 - 1º turno                                       | -                                                                   | 46’                                                                 |
| 24-6-2015                                                           | Santiago del Cile                                                   | Cile                                                                | 1 – 0                                                               | Uruguay                                                             | Coppa America 2015 - Quarti di finale                               | -                                                                   |                                                                     |
| 29-6-2015                                                           | Santiago del Cile                                                   | Cile                                                                | 2 – 1                                                               | Perù                                                                | Coppa America 2015 - Semifinale                                     | -                                                                   |                                                                     |
| 4-7-2015                                                            | Santiago del Cile                                                   | Cile                                                                | 0 – 0 dts (4 – 1 dtr)                                               | Argentina                                                           | Coppa America 2015 - Finale                                         | -                                                                   | [ 175 ]                                                             |
| 8-10-2015                                                           | Santiago del Cile                                                   | Cile                                                                | 2 – 0                                                               | Brasile                                                             | Qual. Mondiali 2018                                                 | -                                                                   |                                                                     |
| 13-10-2015                                                          | Lima                                                                | Perù                                                                | 3 – 4                                                               | Cile                                                                | Qual. Mondiali 2018                                                 | -                                                                   | 65’                                                                 |
| 12-11-2015                                                          | Santiago del Cile                                                   | Cile                                                                | 1 – 1                                                               | Colombia                                                            | Qual. Mondiali 2018                                                 | 1                                                                   | 69’                                                                 |
| 17-11-2015                                                          | Montevideo                                                          | Uruguay                                                             | 3 – 0                                                               | Cile                                                                | Qual. Mondiali 2018                                                 | -                                                                   | 15’                                                                 |
| 29-3-2016                                                           | Barinas                                                             | Venezuela                                                           | 1 – 4                                                               | Cile                                                                | Qual. Mondiali 2018                                                 | 2                                                                   |                                                                     |
| 1-6-2016                                                            | San Diego                                                           | Messico                                                             | 1 – 0                                                               | Cile                                                                | Amichevole                                                          | -                                                                   | 74’ 77’                                                             |
| 7-6-2016                                                            | Santa Clara                                                         | Argentina                                                           | 2 – 1                                                               | Cile                                                                | Coppa America Centenario - 1º turno                                 | -                                                                   | 19’                                                                 |
| 11-6-2016                                                           | Foxborough                                                          | Cile                                                                | 2 – 1                                                               | Bolivia                                                             | Coppa America Centenario - 1º turno                                 | 2                                                                   |                                                                     |
| 15-6-2016                                                           | Filadelfia                                                          | Cile                                                                | 4 – 2                                                               | Panama                                                              | Coppa America Centenario - 1º turno                                 | -                                                                   |                                                                     |
| 19-6-2016                                                           | Santa Clara                                                         | Messico                                                             | 0 – 7                                                               | Cile                                                                | Coppa America Centenario - Quarti di finale                         | -                                                                   | 39’                                                                 |
| 27-6-2016                                                           | East Rutherford                                                     | Argentina                                                           | 0 – 0 dts (2 – 4 dtr)                                               | Cile                                                                | Coppa America Centenario - Finale                                   | -                                                                   | 37’                                                                 |
| 1-9-2016                                                            | Asunción                                                            | Paraguay                                                            | 2 – 1                                                               | Cile                                                                | Qual. Mondiali 2018                                                 | 1                                                                   |                                                                     |
| 6-9-2016                                                            | Santiago del Cile                                                   | Cile                                                                | 3 – 0 tav                                                           | Bolivia                                                             | Qual. Mondiali 2018                                                 | -                                                                   | 90+2’                                                               |
| 6-10-2016                                                           | Quito                                                               | Ecuador                                                             | 3 – 0                                                               | Cile                                                                | Qual. Mondiali 2018                                                 | -                                                                   |                                                                     |
| 11-10-2016                                                          | Santiago del Cile                                                   | Cile                                                                | 2 – 1                                                               | Perù                                                                | Qual. Mondiali 2018                                                 | 2                                                                   | 89’                                                                 |
| 10-11-2016                                                          | Barranquilla                                                        | Colombia                                                            | 0 – 0                                                               | Cile                                                                | Qual. Mondiali 2018                                                 | -                                                                   | 90+1’                                                               |
| 15-11-2016                                                          | Santiago del Cile                                                   | Cile                                                                | 3 – 1                                                               | Uruguay                                                             | Qual. Mondiali 2018                                                 | -                                                                   | 34’ 58’                                                             |
| 28-3-2017                                                           | Santiago del Cile                                                   | Cile                                                                | 3 – 1                                                               | Venezuela                                                           | Qual. Mondiali 2018                                                 | -                                                                   |                                                                     |
| 3-6-2017                                                            | Santiago del Cile                                                   | Cile                                                                | 3 – 0                                                               | Burkina Faso                                                        | Amichevole                                                          | 2                                                                   | 78’                                                                 |
| 9-6-2017                                                            | Mosca                                                               | Russia                                                              | 1 – 1                                                               | Cile                                                                | Amichevole                                                          | -                                                                   | 81’                                                                 |
| 13-6-2017                                                           | Cluj-Napoca                                                         | Romania                                                             | 3 – 2                                                               | Cile                                                                | Amichevole                                                          | -                                                                   | 54’                                                                 |
| 18-6-2017                                                           | Mosca                                                               | Camerun                                                             | 0 – 2                                                               | Cile                                                                | Conf. Cup 2017 - 1º turno                                           | 1                                                                   |                                                                     |
| 22-6-2017                                                           | Kazan'                                                              | Germania                                                            | 1 – 1                                                               | Cile                                                                | Conf. Cup 2017 - 1º turno                                           | -                                                                   |                                                                     |
| 25-6-2017                                                           | Mosca                                                               | Cile                                                                | 1 – 1                                                               | Australia                                                           | Conf. Cup 2017 - 1º turno                                           | -                                                                   | 57’                                                                 |
| 28-6-2017                                                           | Kazan'                                                              | Portogallo                                                          | 0 – 0 dts (0 – 3 dtr)                                               | Cile                                                                | Conf. Cup 2017 - Semifinale                                         | -                                                                   |                                                                     |
| 2-7-2017                                                            | San Pietroburgo                                                     | Cile                                                                | 0 – 1                                                               | Germania                                                            | Conf. Cup 2017 - Finale                                             | -                                                                   | 59’                                                                 |
| 31-8-2017                                                           | Santiago del Cile                                                   | Cile                                                                | 0 – 3                                                               | Paraguay                                                            | Qual. Mondiali 2018                                                 | -                                                                   | 90+5’                                                               |
| 5-9-2017                                                            | La Paz                                                              | Bolivia                                                             | 1 – 0                                                               | Cile                                                                | Qual. Mondiali 2018                                                 | -                                                                   | 80’                                                                 |
| 5-10-2017                                                           | Santiago del Cile                                                   | Cile                                                                | 2 – 1                                                               | Ecuador                                                             | Qual. Mondiali 2018                                                 | -                                                                   | 59’                                                                 |
| 24-3-2018                                                           | Stoccolma                                                           | Svezia                                                              | 1 – 2                                                               | Cile                                                                | Amichevole                                                          | 1                                                                   | 90+2’                                                               |
| 27-3-2018                                                           | Aalborg                                                             | Danimarca                                                           | 0 – 0                                                               | Cile                                                                | Amichevole                                                          | -                                                                   | 82’                                                                 |
| 11-9-2018                                                           | Suwon                                                               | Corea del Sud                                                       | 0 – 0                                                               | Cile                                                                | Amichevole                                                          | -                                                                   | 74’                                                                 |
| 13-10-2018                                                          | Miami                                                               | Perù                                                                | 3 – 0                                                               | Cile                                                                | Amichevole                                                          | -                                                                   |                                                                     |
| 17-10-2018                                                          | Santiago de Querétaro                                               | Messico                                                             | 0 – 1                                                               | Cile                                                                | Amichevole                                                          | -                                                                   |                                                                     |
| 16-11-2018                                                          | Rancagua                                                            | Cile                                                                | 2 – 3                                                               | Costa Rica                                                          | Amichevole                                                          | -                                                                   |                                                                     |
| 20-11-2018                                                          | Temuco                                                              | Cile                                                                | 4 – 1                                                               | Honduras                                                            | Amichevole                                                          | 2                                                                   | 58’                                                                 |
| 23-3-2019                                                           | San Diego                                                           | Messico                                                             | 3 – 1                                                               | Cile                                                                | Amichevole                                                          | -                                                                   |                                                                     |
| 27-3-2019                                                           | Houston                                                             | Stati Uniti                                                         | 1 – 1                                                               | Cile                                                                | Amichevole                                                          | -                                                                   | 90+2’                                                               |
| 6-6-2019                                                            | La Serena                                                           | Cile                                                                | 2 – 1                                                               | Haiti                                                               | Amichevole                                                          | -                                                                   |                                                                     |
| 17-6-2019                                                           | San Paolo                                                           | Giappone                                                            | 0 – 4                                                               | Cile                                                                | Coppa America 2019 - 1º turno                                       | -                                                                   | 78’                                                                 |
| 21-6-2019                                                           | Salvador                                                            | Ecuador                                                             | 1 – 2                                                               | Cile                                                                | Coppa America 2019 - 1º turno                                       | -                                                                   | 86’ 90+2’                                                           |
| 29-6-2019                                                           | San Paolo                                                           | Colombia                                                            | 0 – 0 dts (4 – 5 dtr)                                               | Cile                                                                | Coppa America 2019 - Quarti di finale                               | -                                                                   | 59’                                                                 |
| 3-7-2019                                                            | Porto Alegre                                                        | Cile                                                                | 0 – 3                                                               | Perù                                                                | Coppa America 2019 - Semifinale                                     | -                                                                   |                                                                     |
| 6-7-2019                                                            | San Paolo                                                           | Argentina                                                           | 2 – 1                                                               | Cile                                                                | Coppa America 2019 - Finale 3º posto                                | 1                                                                   | 26’                                                                 |
| 12-10-2019                                                          | Alicante                                                            | Colombia                                                            | 0 – 0                                                               | Cile                                                                | Amichevole                                                          | -                                                                   | 73’ 90+3’                                                           |
| 15-10-2019                                                          | Alicante                                                            | Cile                                                                | 3 – 2                                                               | Guinea                                                              | Amichevole                                                          | 1                                                                   | cap.                                                                |
| 8-10-2020                                                           | Montevideo                                                          | Uruguay                                                             | 2 – 1                                                               | Cile                                                                | Qual. Mondiali 2022                                                 | -                                                                   |                                                                     |
| 13-10-2020                                                          | Santiago del Cile                                                   | Cile                                                                | 2 – 2                                                               | Colombia                                                            | Qual. Mondiali 2022                                                 | 1                                                                   | 30’                                                                 |
| 13-11-2020                                                          | Santiago del Cile                                                   | Cile                                                                | 2 – 0                                                               | Perù                                                                | Qual. Mondiali 2022                                                 | 2                                                                   |                                                                     |
| 17-11-2020                                                          | Caracas                                                             | Venezuela                                                           | 2 – 1                                                               | Cile                                                                | Qual. Mondiali 2022                                                 | 1                                                                   |                                                                     |
| 14-6-2021                                                           | Rio de Janeiro                                                      | Argentina                                                           | 1 – 1                                                               | Cile                                                                | Coppa America 2021 - 1º turno                                       | -                                                                   | 35’ 85’                                                             |
| 18-6-2021                                                           | Cuiabá                                                              | Cile                                                                | 1 – 0                                                               | Bolivia                                                             | Coppa America 2021 - 1º turno                                       | -                                                                   | 69’                                                                 |
| 21-6-2021                                                           | Cuiabá                                                              | Uruguay                                                             | 1 – 1                                                               | Cile                                                                | Coppa America 2021 - 1º turno                                       | -                                                                   | 69’                                                                 |
| 24-6-2021                                                           | Brasilia                                                            | Cile                                                                | 0 – 2                                                               | Paraguay                                                            | Coppa America 2021 - 1º turno                                       | -                                                                   |                                                                     |
| 2-7-2021                                                            | Rio de Janeiro                                                      | Brasile                                                             | 1 – 0                                                               | Cile                                                                | Coppa America 2021 - Quarti di finale                               | -                                                                   | 88’                                                                 |
| 2-9-2021                                                            | Santiago del Cile                                                   | Cile                                                                | 0 – 1                                                               | Brasile                                                             | Qual. Mondiali 2022                                                 | -                                                                   |                                                                     |
| 5-9-2021                                                            | Quito                                                               | Ecuador                                                             | 0 – 0                                                               | Cile                                                                | Qual. Mondiali 2022                                                 | -                                                                   |                                                                     |
| 9-9-2021                                                            | Barranquilla                                                        | Colombia                                                            | 3 – 1                                                               | Cile                                                                | Qual. Mondiali 2022                                                 | -                                                                   | 30’                                                                 |
| 10-10-2021                                                          | Santiago del Cile                                                   | Cile                                                                | 2 – 0                                                               | Paraguay                                                            | Qual. Mondiali 2022                                                 | -                                                                   |                                                                     |
| 14-10-2021                                                          | Santiago del Cile                                                   | Cile                                                                | 3 – 0                                                               | Venezuela                                                           | Qual. Mondiali 2022                                                 | -                                                                   |                                                                     |
| 11-11-2021                                                          | Asunción                                                            | Paraguay                                                            | 0 – 1                                                               | Cile                                                                | Qual. Mondiali 2022                                                 | -                                                                   | 77’                                                                 |
| 16-11-2021                                                          | Santiago del Cile                                                   | Cile                                                                | 0 – 2                                                               | Ecuador                                                             | Qual. Mondiali 2022                                                 | -                                                                   | 13’                                                                 |
| 24-3-2022                                                           | Rio de Janeiro                                                      | Brasile                                                             | 4 – 0                                                               | Cile                                                                | Qual. Mondiali 2022                                                 | -                                                                   |                                                                     |
| 29-3-2022                                                           | Santiago del Cile                                                   | Cile                                                                | 0 – 2                                                               | Uruguay                                                             | Qual. Mondiali 2022                                                 | -                                                                   | 81’                                                                 |
| 23-9-2022                                                           | Cornellà de Llobregat                                               | Marocco                                                             | 2 – 0                                                               | Cile                                                                | Amichevole                                                          | -                                                                   | 78’ 83’                                                             |
| 27-9-2022                                                           | Vienna                                                              | Qatar                                                               | 2 – 2                                                               | Cile                                                                | Amichevole                                                          | 1                                                                   |                                                                     |
| 16-11-2022                                                          | Varsavia                                                            | Polonia                                                             | 1 – 0                                                               | Cile                                                                | Amichevole                                                          | -                                                                   |                                                                     |
| 20-11-2022                                                          | Bratislava                                                          | Slovacchia                                                          | 0 – 0                                                               | Cile                                                                | Amichevole                                                          | -                                                                   | 39’ 88’                                                             |
| 27-3-2023                                                           | Santiago del Cile                                                   | Cile                                                                | 3 – 2                                                               | Paraguay                                                            | Amichevole                                                          | -                                                                   |                                                                     |
| 16-6-2023                                                           | Viña del Mar                                                        | Cile                                                                | 5 – 0                                                               | Rep. Dominicana                                                     | Amichevole                                                          | -                                                                   |                                                                     |
| 20-6-2023                                                           | Santa Cruz de la Sierra                                             | Bolivia                                                             | 0 – 0                                                               | Cile                                                                | Amichevole                                                          | -                                                                   | 41’                                                                 |
| 8-9-2023                                                            | Montevideo                                                          | Uruguay                                                             | 3 – 1                                                               | Cile                                                                | Qual. Mondiali 2026                                                 | 1                                                                   | 67’                                                                 |
| 12-9-2023                                                           | Santiago del Cile                                                   | Cile                                                                | 0 – 0                                                               | Colombia                                                            | Qual. Mondiali 2026                                                 | -                                                                   | 73’                                                                 |
| 15-11-2024                                                          | Lima                                                                | Perù                                                                | 0 – 0                                                               | Cile                                                                | Qual. Mondiali 2026                                                 | -                                                                   | cap.                                                                |
| 19-11-2024                                                          | Santiago del Cile                                                   | Cile                                                                | 4 – 2                                                               | Venezuela                                                           | Qual. Mondiali 2026                                                 | -                                                                   | cap. 37’ 67’                                                        |
| 20-3-2025                                                           | Asunción                                                            | Paraguay                                                            | 1 – 0                                                               | Cile                                                                | Qual. Mondiali 2026                                                 | -                                                                   | cap. 71’                                                            |
| 25-3-2025                                                           | Santiago del Cile                                                   | Cile                                                                | 0 – 0                                                               | Ecuador                                                             | Qual. Mondiali 2026                                                 | -                                                                   | cap. 65’                                                            |
| 5-6-2025                                                            | Santiago del Cile                                                   | Cile                                                                | 0 – 1                                                               | Argentina                                                           | Qual. Mondiali 2026                                                 | -                                                                   | cap. 38’ 46’                                                        |
| Totale                                                              |                                                                     | Presenze (4º posto)                                                 | 147                                                                 |                                                                     | Reti (4º posto)                                                     | 34                                                                  |                                                                     |

#### Nazionale Under-20
| Cronologia completa delle presenze e delle reti in nazionale ― Cile under 20 | Cronologia completa delle presenze e delle reti in nazionale ― Cile under 20 | Cronologia completa delle presenze e delle reti in nazionale ― Cile under 20 | Cronologia completa delle presenze e delle reti in nazionale ― Cile under 20 | Cronologia completa delle presenze e delle reti in nazionale ― Cile under 20 | Cronologia completa delle presenze e delle reti in nazionale ― Cile under 20 | Cronologia completa delle presenze e delle reti in nazionale ― Cile under 20 | Cronologia completa delle presenze e delle reti in nazionale ― Cile under 20 |
| Data                                                                         | Città                                                                        | In casa                                                                      | Risultato                                                                    | Ospiti                                                                       | Competizione                                                                 | Reti                                                                         | Note                                                                         |
| ---------------------------------------------------------------------------- | ---------------------------------------------------------------------------- | ---------------------------------------------------------------------------- | ---------------------------------------------------------------------------- | ---------------------------------------------------------------------------- | ---------------------------------------------------------------------------- | ---------------------------------------------------------------------------- | ---------------------------------------------------------------------------- |
| 7-1-2007                                                                     | Pedro Juan Caballero                                                         | Brasile under 20                                                             | 4 – 2                                                                        | Cile under 20                                                                | Sudamericano Under-20 2007 - 1º turno                                        | -                                                                            |                                                                              |
| 9-1-2007                                                                     | Pedro Juan Caballero                                                         | Paraguay under 20                                                            | 1 – 0                                                                        | Cile under 20                                                                | Sudamericano Under-20 2007 - 1º turno                                        | -                                                                            |                                                                              |
| 13-1-2007                                                                    | Pedro Juan Caballero                                                         | Perù under 20                                                                | 2 – 4                                                                        | Cile under 20                                                                | Sudamericano Under-20 2007 - 1º turno                                        | 2                                                                            |                                                                              |
| 19-1-2007                                                                    | Asunción                                                                     | Colombia under 20                                                            | 0 – 5                                                                        | Cile under 20                                                                | Sudamericano Under-20 2007 - Fase finale                                     | 1                                                                            |                                                                              |
| 21-1-2007                                                                    | Luque                                                                        | Brasile under 20                                                             | 2 – 2                                                                        | Cile under 20                                                                | Sudamericano Under-20 2007 - Fase finale                                     | 2                                                                            |                                                                              |
| 23-1-2007                                                                    | Asunción                                                                     | Cile under 20                                                                | 0 – 0                                                                        | Argentina under 20                                                           | Sudamericano Under-20 2007 - Fase finale                                     | -                                                                            |                                                                              |
| 28-1-2007                                                                    | Asunción                                                                     | Cile under 20                                                                | 2 – 3                                                                        | Paraguay under 20                                                            | Sudamericano Under-20 2007 - Fase finale                                     | 1                                                                            |                                                                              |
| 23-6-2007                                                                    | New York                                                                     | Stati Uniti under 20                                                         | 2 – 1                                                                        | Cile under 20                                                                | Amichevole                                                                   | -                                                                            |                                                                              |
| 1-7-2007                                                                     | Toronto                                                                      | Canada under 20                                                              | 0 – 3                                                                        | Cile under 20                                                                | Mondiali Under-20 2007 - 1º turno                                            | -                                                                            |                                                                              |
| 5-7-2007                                                                     | Edmonton                                                                     | Cile under 20                                                                | 3 – 0                                                                        | Rep. del Congo under 20                                                      | Mondiali Under-20 2007 - 1º turno                                            | 1                                                                            |                                                                              |
| 8-7-2007                                                                     | Toronto                                                                      | Cile under 20                                                                | 0 – 0                                                                        | Austria under 20                                                             | Mondiali Under-20 2007 - 1º turno                                            | -                                                                            |                                                                              |
| 12-7-2007                                                                    | Edmonton                                                                     | Cile under 20                                                                | 1 – 0                                                                        | Portogallo under 20                                                          | Mondiali Under-20 2007 - Ottavi di finale                                    | 1                                                                            |                                                                              |
| 19-7-2007                                                                    | Toronto                                                                      | Cile under 20                                                                | 0 – 3                                                                        | Argentina under 20                                                           | Mondiali Under-20 2007 - Semifinale                                          | -                                                                            |                                                                              |
| 22-7-2007                                                                    | Toronto                                                                      | Austria under 20                                                             | 0 – 1                                                                        | Cile under 20                                                                | Mondiali Under-20 2007 - Finale 3º posto                                     | -                                                                            |                                                                              |
| Totale                                                                       |                                                                              | Presenze                                                                     | 14                                                                           |                                                                              | Reti                                                                         | 8                                                                            |                                                                              |

## Palmarès

### Club

#### Competizioni nazionali
- Campionato cileno: 4

Colo-Colo: 2006 (apertura), 2006 (clausura) , 2007 (apertura), 2024
- Campionato italiano: 5

Juventus: 2011-2012, 2012-2013, 2013-2014, 2014-2015
Inter: 2020-2021
- Supercoppa italiana: 3

Juventus: 2012, 2013
Inter: 2021
- Coppa Italia: 2

Juventus: 2014-2015
Inter: 2021-2022
- Campionato tedesco: 3

Bayern Monaco: 2015-2016, 2016-2017, 2017-2018
- Coppa di Germania: 1

Bayern Monaco: 2015-2016
- Supercoppa di Germania: 2

Bayern Monaco: 2016, 2017
- Supercoppa di Spagna: 1

Barcellona: 2018
- Campionato spagnolo: 1

Barcellona: 2018-2019
- Coppa del Brasile: 1

Flamengo: 2022
- Supercopa de Chile: 1

Colo-Colo: 2024

#### Competizioni internazionali
- Coppa Libertadores: 1

Flamengo: 2022

### Nazionale
- Coppa America: 2

Cile 2015, Stati Uniti 2016

### Individuale
- Squadra ideale del Campionato mondiale di calcio Under-20: 1

2007
- Calciatore cileno dell'anno all'estero: 2

2010, 2012
- Squadra ideale della Bundesliga: 2

2010-2011, 2015-2016
- Gran Galà del calcio AIC: 2

Squadra dell'anno: 2013, 2014
- ESM Team of the Year: 1

2013-2014
- Miglior calciatore della finale di Copa América: 1

2015
- Squadra ideale della Copa América: 2

2015, 2016
- Calciatore cileno dell'anno: 1

2016
- All-Time XI della Copa América: 1

2019